# Chiesa di Santa Maria di Loreto a Palazzolo
La chiesa di Santa Maria di Loreto a Palazzolo si trova a Palazzolo, frazione di Figline e Incisa Valdarno, nel territorio della diocesi di Fiesole.

## Storia e descrizione
La chiesa, edificata nel 1937, presenta un impianto a navata unica con tetto a due falde sostenuto da capriate lignee a vista, facciata a capanna e abside semicircolare.
All'interno si conservano un Tabernacolo eucaristico (1500-1525 circa) in terracotta invetriata policroma di Giovanni della Robbia e tre tele raffiguranti: la Madonna col Bambino e i santi Nicola di Bari (?) e Francesco d'Assisi (1620-1630), attribuita a Matteo Rosselli, Sant'Agata in gloria e la Sacra famiglia con san Lorenzo, entrambe attribuite a Matteo Bonechi o al giovane Giovanni Camillo Sagrestani. Queste opere, qui trasferite nel 1937, provengono tutte dalla chiesa di San Niccolò a Olmeto tranne il dipinto del Rosselli che, molto probabilmente, proviene da una cappella appartenente ad una delle ricche famiglie possidenti della zona.